# Kodachrome
Kodachrome (рус. Кодахром) — торговое название типа цветных обращаемых фотоматериалов, производившихся с 1935 по 2009 год. «Кодахром» выпускался в различных форматах как для цветной фотографии, так и для цветного кинематографа, но наибольшую известность получил в виде фотоплёнки для слайдов. В советской и российской литературе этот тип фотоматериалов, эксклюзивно выпускавшийся только компанией „Eastman Kodak“, получил название «цветные плёнки с диффундирующими цветообразующими компонентами». Так подчёркивалось принципиальное отличие от наиболее распространённых хромогенных фотоматериалов с недиффундирующими компонентами.
Благодаря отличным резкости и цветопередаче, пригодным для профессиональной полиграфии, «Кодахром» стал наиболее долгоживущим брендом цветного фотоматериала, оставаясь на рынке 74 года. Однако, из-за чрезвычайно сложной лабораторной обработки конкурентоспособность «Кодахрома» неуклонно снижалась в течение последних десятилетий. С распространением цифровой фотографии спрос на этот фотоматериал окончательно упал и его выпуск был прекращён в 2009 году. В начале 2017 года компания Kodak начала исследования с целью выяснения возможности возобновления выпуска. Летом того же года вышел в свет первый выпуск журнала „Kodachrome Magazine“ для поклонников аналоговой фотографии.

## История

### Предшественники
До появления современных многослойных фотоматериалов, в том числе „Kodachrome“, в цветной фотографии господствовали растровые фотопроцессы, такие как «Автохром» и «Дюфайколор» с аддитивным синтезом цвета. Несмотря на приемлемую цветопередачу, все они обладали несколькими принципиальными недостатками: непригодностью для тиражирования и низкой разрешающей способностью из-за растра. То же относится к плёнкам с лентикулярным растром, одной из первых среди которых стал „Kodacolor“ 1928 года. Технологии с цветоделением на три чёрно-белых негатива были очень сложны и использовались, главным образом, при студийной съёмке для журнальной полиграфии.

### Первый процесс Kodachrome
Впервые название „Kodachrome“ использовано компанией Eastman Kodak в 1913 году для двухцветного процесса, изобретённого Джоном Кэпстафом (англ. John Capstaff). Технология была основана на принципе «бипак», предусматривающем использование двух фотопластинок с различной спектральной чувствительностью, сложенных друг с другом эмульсиями. Несенсибилизированная фотопластинка, чувствительная к сине-фиолетовой части видимого спектра, устанавливалась стеклянной подложкой к объективу, а её эмульсия покрывалась тонким фильтрующим слоем оранжевого цвета. В результате, до панхроматической эмульсии другой пластинки, прижатому к этому слою, доходил только красно-оранжевый свет. Пакет из двух фотопластинок устанавливался в кассету обычного фотоаппарата, позволяя выполнять цветоделение без дополнительных приспособлений. После обычной лабораторной обработки на несенсибилизированной пластинке получался чёрно-белый негатив, соответствующий синему частичному изображению, а на панхроматической — красно-оранжевому. Красный фильтровый слой смывался с эмульсии. Существовал и более громоздкий вариант этой технологии с цветоделением в специальном фотоаппарате при помощи полупрозрачного зеркала и цветных светофильтров.
Полученные негативы обрабатывались дубящим отбеливателем, удалявшим проявленное серебро, одновременно задубливая желатину неэкспонированных участков. После промывки горячей водой незадубленная желатина смывалась, а оставшаяся образовывала рельеф вымывания, толщина которого была обратно пропорциональна полученной экспозиции. После окраски желатиновых слоёв красителями дополнительных цветов, получались два монохромных диапозитива, поскольку количество удерживаемых красителей зависело от толщины желатины. Панхроматическая пластинка, получившая экспозицию от красно-оранжевого света, окрашивалась в сине-зелёный, а несенсибилизированная — в красно-оранжевый цвета. Высушенные фотопластинки складывались вместе так же, как во время экспозиции, давая цветной диапозитив. Цветовой охват всех двухцветных технологий был невелик, и многие цвета отображались искажённо, но телесные тона такой процесс передавал очень хорошо, найдя применение в портретной фотографии. Благодаря отсутствию растра, такие диапозитивы давали более высокое качество изображения, и были более прозрачны, чем «Автохром». В кинематографе эта же технология отличалась печатью на двухсторонней позитивной киноплёнке «дипо-фильм», каждый из эмульсионных слоёв которой окрашивался таким же способом, как и фотопластинки.

### Современный Kodachrome
Следующая версия «Кодахром», получившая всемирную известность, была разработана Леопольдом Маннесом (англ. Leopold Damrosch Mannes) и Леопольдом Годовски-младшим (англ. Leopold Godowsky, Jr.) — профессиональными музыкантами с университетским научным образованием. Их интерес к цветной фотографии возник ещё в школьные годы после просмотра в 1917 году кинофильма «Наш флот», снятого по раннему двухцветному аддитивному процессу „Prizma“. Друзья пришли к выводу, что цветопередача на экране совершенно неудовлетворительна, и занялись поиском литературы о цветном кинематографе. Тогда же начались их первые опыты по аддитивному цветовоспроизведению. Работы были продолжены после поступления в колледж, позволив создать кинокамеру с двумя объективами. Каждый из них был закрыт цветным светофильтром и строил собственный ряд изображений на киноплёнке. Однако, впоследствии Маннес и Годовски отказались от этой системы, начав эксперименты с созданием многослойных плёнок, синтез цвета в которых происходил субтрактивным способом, не требуя специальных кинопроекторов и точного совмещения. В тот момент такая технология уже была разработана немецким химиком Рудольфом Фишером, в 1912 году запатентовавшим хромогенное цветное проявление, однако способ изолировать соседние слои от диффузии красителей и цветообразующих компонент ещё не был найден.
Маннес и Годовски пошли по этому же пути, начав поиск подходящих цветообразующих компонент, но эксперименты пришлось остановить из-за нехватки средств. В 1922 году друг Маннеса Роберт Вуд представил изобретателей научному руководителю Kodak Кеннету Мизу (англ. Mees Charles Eduard Kennet), попросив его в письме о возможности предоставить в их распоряжение одну из лабораторий компании на несколько дней. Миз подтвердил согласие на символическую поддержку, но ознакомившись с работами учёных ближе, выразил готовность наладить регулярную поставку многослойных эмульсий, изготовленных по их спецификациям для экспериментов. Дополнительную финансовую помощь в размере 20 000 долларов оказала фирма «Кюн, Лоэб и Компания», где работал хороший знакомый Маннеса. В 1924 году был готов двухцветный процесс, основанный на контролируемой диффузии цветообразующих компонент. Рассчитав, насколько больше времени этот процесс занимает для верхнего светочувствительного слоя плёнки по сравнению с нижним, разработчики решили главную проблему, вставшую на пути Фишера. Регулируя время диффузии компонент в разные слои фотоматериала, Маннес и Годовски получили возможность создавать окраску заданного слоя без нежелательного проникновения красителя в соседние.
Через три года экспериментальных работ, инженеры решили отказаться от прямой пропитки эмульсий, начав добавлять цветообразующие компоненты в проявители при раздельной проявке разных зонально-чувствительных слоёв. Красители при этом синтезировались при взаимодействии цветообразующих компонент с продуктами окисления проявителя. После этого осталась единственная проблема, не решённая Фишером: диффузия сенсибилизаторов в соседние зонально-чувствительные слои, искажающая их спектральную чувствительность. После прекращения финансирования в 1929 году, Миз снова помог изобретателям, вспомнив о решении этой же проблемы, найденном штатным разработчиком Kodak Лесли Брукером. Последний срок получения готового продукта был установлен в три года после возобновления работ. Тем не менее, к 1934 году Маннес и Годовски могли представить только двухцветный процесс, аналогичный по качеству изображения разработанному более 20 лет назад первому «Кодахром» Кэпстафа. Во время запуска производства и незадолго до начала рекламной кампании, изобретатели всё же завершили доработку ожидаемого от них трёхцветного процесса.
Первый анонс состоялся 15 апреля 1935 года в виде 16-мм киноплёнки а через год появилась 8-мм киноплёнка, и фотоплёнки формата 135 и 828. Несмотря на то, что главной целью разработок была замена сложного трёхплёночного процесса «Техниколор» в цветном кинематографе, полученная киноплёнка оказалась малопригодной для профессионального кинопроизводства. Причиной была сложность тиражирования, поскольку технология позволяла получать только обращённое изображение, не поддающееся исправлению при печати. Поэтому Kodachrome использовался в художественном кинематографе очень ограниченно только для натурных съёмок, где громоздкие трёхплёночные камеры «Техниколора» были непригодны. Для этих целей выпускалась специальная 35-мм версия под названием «Монопак» с пониженным контрастом и несколько увеличенной фотографической широтой. Полученный после съёмки обращённый позитив копировался на три цветоделённые матричные плёнки, с которых гидротипным способом печатались фильмокопии. Наилучшим решением для цветного кино стал негативно-позитивный хромогенный процесс „Agfacolor“, разработанный в 1937 году, и к середине 1950-х годов ставший общемировым стандартом. Настоящий успех «Кодахром» получил в фотожурналистике и любительском кино, изредка уступая пальму первенства более высокочувствительным слайдам „Kodak Ektachrome“ хромогенного типа.

### Использование
За 74 года выпуска плёнка производилась в различных форматах: в виде киноплёнки 8-мм, «8 Супер», 16-мм и 35-мм, а также для фотографии больших листовых форматов, тип-135, тип-120, тип-110, тип-126 и тип-828. «Кодахром» высоко ценится фотобанками за исключительно мелкое зерно, идеальную цветопередачу и архивную стабильность. Поэтому плёнка использовалась профессиональными фотожурналистами, такими как Стив Маккарри, Питер Гуттман и Алекс Уэбб. Маккарри использовал «Кодахром» для портрета «Афганской девочки», опубликованного в журнале „National Geographic“. Большая часть цветного фотоархива этого издания состоит из слайдов, сделанных на этой плёнке, поскольку ей отдавалось предпочтение как фоторедакторами, так и фотографами. Более современная плёнка „Kodak Ektachrome“ использовалась только в исключительных случаях, когда светочувствительность «Кодахром» оказывалась недостаточной. Киноплёнка «Кодахром» была использована компанией „Walton Sound and Film Services“ в 1953 году для официального 16-мм фильма о коронации Королевы Елизаветы Второй, „Coronation Regina“.
Хромогенные слайдовые плёнки, такие как „Fujichrome“ и „Kodak Ektachrome“, использовали более распространённый и короткий проявочный процесс E-6. Это серьёзно уменьшило долю рынка «Кодахром», когда качество конкурирующих плёнок резко улучшилось в 1980—1990 годах. Цифровая фотография в первом десятилетии XXI века также повлияла на спрос на все виды плёнок, и продажи упали ещё сильнее. 22 июня 2009 года Kodak объявил о прекращении выпуска плёнки, ссылаясь на снижение спроса и объёмов продаж «Кодахром», производившегося на единственном заводе. Последней лабораторией, где можно было проявить «Кодахром», была канзасская „Dwayne’s Photo“, которая обрабатывала плёнку до января 2011 года. В последние месяцы фирма едва справлялась с заказами: к ней обращались фотографы, долгие годы хранившие свои плёнки непроявленными. 14 июля 2010 года было анонсировано, что последний произведённый ролик «Кодахром» был проявлен в Dwayne’s для Стива Маккарри. 36 слайдов отданы на вечное хранение в „Eastman House“ в Рочестере, Нью-Йорк и часть изображений опубликована в интернете журналом „Vanity Fair“. Тем не менее в начале 2017 года появились сведения о ведущихся компанией Eastman Kodak работах по возобновлению выпуска фото- и киноплёнки «Кодахром».

## Особенности

### Эмульсия
В отличие от наиболее распространённых хромогенных фотоматериалов, с цветообразующими компонентами, добавленными в эмульсию при изготовлении, «Кодахром» не содержит таких веществ. Цветообразующие компоненты находятся в проявляющих растворах, позволяя сделать эмульсионные слои очень тонкими. В результате низкого светорассеяния в тонких эмульсиях, резкость изображения на «Кодахром» значительно выше, чем на любых других многослойных плёнках. Это оказалось наиболее ценным для 8-мм киноплёнок с предельно малым кадром: в узкоплёночном любительском кино «Кодахром» долго превосходил все остальные обращаемые плёнки.
В хромогенных цветных плёнках красители образуются одновременно во всех слоях, благодаря разным цветообразующим компонентам, уже добавленным в эмульсии. При таком процессе происходит расплывание красителей, ещё больше снижающее резкость изображения. В плёнке «Кодахром» красители замещают кристаллы серебра, сохраняя разрешающую способность фотоэмульсии. «Кодахром» имеет фотографическую широту в 8 eV, и максимальную оптическую плотность 3,6—3,8 D.

### Цветопередача
«Кодахром» был первой коммерчески успешной цветной обращаемой плёнкой. Благодаря однократному цветоделению, точность цветопередачи превосходила любой из современных ей негативно-позитивных цветных процессов. Плёнка стала первым многослойным фотоматериалом, способным соперничать с громоздкими трёхпластиночными фотоаппаратами, до этого господствовавшими в профессиональной полиграфии. Её цветопередача стала стандартом в цветной фотографии последующих десятилетий. Даже после появления в 1946 году хромогенных обращаемых фотоплёнок „Kodak Ektachrome“ с высоким качеством изображения, многие профессионалы по прежнему предпочитали «Кодахром», а позднее обнаружили преимущества этой плёнки даже перед цифровой фотографией.

### Архивная стабильность
При хранении в темноте долговечность красителей «Кодахром» превосходит любые другие обращаемые плёнки. В 1938 году Kodak усовершенствовал процесс, значительно укоротив лабораторную обработку и повысив долговечность красителей. Слайды, снятые на «Кодахром», выпущенный позже этой даты, сохраняют насыщенность цветов до сегодняшнего дня. Экспериментально подсчитано, что наименее долговечный жёлтый краситель этого фотоматериала теряет 20% оптической плотности лишь через 185 лет. Такая стабильность стала возможной благодаря тому, что неизрасходованные цветообразующие компоненты не остаются в эмульсионных слоях после обработки, в отличие от хромогенных фотоматериалов, где их диффузия предотвращается многочисленными мерами.
В то же время, под действием света слайды «Кодахром» выцветают быстрее традиционных. Так, в диапроекторе такой слайд выцветает за час, против двух с половиной часов слайдов «Fujichrome». Экспонированные, но необработанные плёнки «Кодахром» могут очень долго сохранять качественное изображение. Известны случаи удачной проявки слайдов на плёнках, потерянных за 17 лет до обработки
.

### Сканирование и разрешение
35-мм слайд «Кодахром» содержит приблизительно 140 мегапикселей информации на малоформатном кадре размером 24×36 мм. Это достигается за счёт чрезвычайно мелкого зерна очень тонких фотоэмульсий. При сканировании большинством фильм-сканеров может возникнуть нежелательный синий оттенок. Поэтому, некоторые производители программного обеспечения добавляют специальный профиль IT8 «Кодахром», устраняющий проблемы. Дополнительные сложности возникают при использовании алгоритмов автоматической программной очистки от пыли и загрязнений (англ. Digital ICE), поскольку голубой краситель обладает пониженной прозрачностью для инфракрасного излучения, используемого для обнаружения посторонних частиц на плёнке.

## Процесс K-14
Лабораторная обработка фотоматериалов «Kodachrome» значительно сложнее, чем у любых других обращаемых фото- и киноплёнок, и требует высокой квалификации и специального оснащения. В авторизованных лабораториях плёнки обрабатывались проявочными машинами, специально спроектированными для фотоматериалов этого типа. На протяжении 74 лет существования процесс претерпевал несколько изменений и усовершенствований, насчитывая 4 разновидности, полностью заменявших друг друга. Версия под названием K-14 начала использоваться с 1974 года, с небольшими изменениями трансформировавшись в последнюю модификацию K-14M. Первой стадией обработки было механическое удаление непрозрачного противоореольного слоя с обратной стороны подложки, после обработки в щелочной ванне. После промывки следовало чёрно-белое проявление в фенидон-гидрохиноновом проявителе. При этом, во всех трёх зонально-чувствительных слоях проявлялись негативные цветоделённые изображения, состоящие из металлического серебра. Жёлтый фильтровый слой, расположенный под верхним синечувствительным слоем, при этом терял прозрачность, в дальнейшем изолируя соседние слои от засветки.
По окончании первого проявления и промывки начиналась поэтапная раздельная засветка неэкспонированного во время съёмки галогенида серебра в каждом из слоёв. В фирменных руководствах по обработке «Kodachrome» эти стадии назывались «печатью» (англ. Reexposure Printing Step), поскольку их результатом было обращение негативного изображения, полученного при первом проявлении. Первым засвечивался нижний красночувствительный слой. Для повышения избирательности засветка производилась красным светом через подложку. Засвеченный галогенид серебра неэкспонированных при съёмке участков, оставшийся в красночувствительном слое после чёрно-белого проявления, восстанавливался до металлического серебра специальным проявителем. Он содержал цветообразующую компоненту, синтезирующую при взаимодействии с продуктами окисления проявителя голубой краситель. В остальных слоях синтез голубого красителя не происходил, поскольку в них экспонированного непроявленного серебра не оставалось. По окончании «голубого» проявления фотоматериал промывался и начиналась засветка синечувствительного слоя синим светом с лицевой стороны плёнки. Непрозрачный фильтровый слой при этом предохранял зелёночувствительную эмульсию, обладающую естественной чувствительностью к сине-фиолетовому излучению.
Точность синей засветки играла большую роль в получении качественного цветоделения: при недостаточной экспозиции часть галогенида серебра верхнего слоя оставалась незасвеченной, и при последнем «пурпурном» проявлении провоцировала нежелательный выход «чужого» красителя. В случае передержки появлялся риск засветки сквозь фильтровый слой соседнего зелёночувствительного, приводящей к образованию в нём жёлтого красителя при проявлении верхнего слоя. Поэтому, интенсивность синей экспозиции и спектральное поглощение светофильтра строго регламентировались. Проявитель для синечувствительного слоя содержал цветообразующую компоненту, дающую жёлтый краситель. При точном соблюдении режима красной и синей засветок и полноценном «голубом» проявлении, жёлтый краситель синтезировался только в синечувствительном слое. Во всех случаях выход красителя был пропорционален количеству проявленного серебра и обратно пропорционален экспозиции, полученной слоем в момент съёмки. Поэтому красители образовывали позитивные изображения. Средний зелёночувствительный слой подвергался «химической» засветке специальным проявителем с пурпурной цветообразующей компонентой.
По окончании цветного проявления всех трёх слоёв металлическое серебро отбеливалось, превращаясь в галогениды, удалявшиеся из эмульсии в процессе фиксирования и окончательной промывки. Жёлтый фильтровый слой также обесцвечивался при отбеливании, становясь прозрачным. Полностью обработанная плёнка содержала цветное позитивное изображение, состоящее из красителей. Основная сложность обработки состояла в соблюдении режима цветных «печатающих» засветок, от которого зависела точность цветоделения. Окрашивание зонально-чувствительных слоёв соответствующими красителями осуществлялось избирательным экспонированием галогенида серебра нужного слоя. В случае ошибки при выборе цветного проявителя можно было получить не тот краситель, например жёлтый в красночувствительном слое вместо голубого. Однако, сложность технологии окупалась непревзойдённым качеством цветопередачи и архивной стабильностью.

### Предоплаченная проявка
Из-за сложности технологии, самостоятельная лабораторная обработка была невозможна, и проявка плёнок «Kodachrome» производилась только официальными представителями Kodak. Кроме того, компания не была заинтересована в раскрытии подробностей своего процесса, опасаясь конкуренции. По этим причинам химический состав обрабатывающих растворов и сама технология не разглашались, а стоимость проявки включалась в цену фотоматериала, который мог быть обработан только в официальных лабораториях Kodak. В каждую коробку был вложен конверт, предназначенный для упаковки и пересылки отснятой плёнки в ближайшую из фотолабораторий Kodak. 35-мм фотоплёнка после обработки разрезалась автоматическим резаком на отдельные кадры, которые вставлялись в стандартные рамки, и в таком виде возвращалась клиентам.
В 1954 году, после судебного процесса United States vs. Eastman Kodak Co., эта практика была запрещена в США как противоречащая антимонопольному законодательству. Компания Kodak пошла на уступку и разрешила обработку плёнок сторонним лабораториям на территории США, начав поставки соответствующих реактивов. В других странах это судебное решение не действовало, и за пределами США обработка оставалась доступна только в лабораториях Kodak.

## Интересные факты
В 2017 году вышел американский фильм «Кодахром», герои которого, отец и сын, едут через всю Америку, чтобы успеть проявить старые фотоплёнки отца в канзасской лаборатории Dwayne’s Photo (после того, как лаборатория объявила, что больше не будет проявлять плёнки «Kodachrome») 